# Ручеллаи, Джованни
Джованни Ручеллаи (итал. Giovanni Rucellai; 20 октября 1475, Флоренция — 3 апреля 1525, Рим) — итальянский поэт, сын Бернардо Ручеллаи.

## Биография
Как родственник Медичи, был изгнан вместе с ними из Флоренции в 1494 г. и после того жил в Риме, где написал большую часть своих сочинений. В 1512 г. Ручеллаи вернулся во Флоренцию вместе с Медичи и занимал различные должности. Когда двоюродный брат Ручеллаи стал папой под именем Льва X, он поступил в духовное сословие и служил нунцием при французском короле Франциске I. При папе Клименте VII Джованни Ручеллаи состоял губернатором замка Святого Ангела. Трагедия Ручеллаи «Росмунда» (Сиена, 1525) является после «Софонисбы» Триссино древнейшей правильной итальянской трагедией и отличается искусным построением. «Оресте» Ручеллаи — не более, чем слабое подражание «Ифигении» Еврипида. Известность поэта Ручеллаи основывается главным образом на его дидактической поэме «Le api» (Венеция, 1539; лучшие изд. — Падуя, 1718; Милан, 1826), представляющей свободное подражание четвёртой книге «Георгик» Вергилия. Полное собрание сочинений Ручеллаи издано в Падуе (1772).
Имя Джованни Ручеллаи носит известный дворец — Палаццо Ручеллаи, построенный по его заказу во Флоренции.